# Куйник (Оріоваць)
Куйник (хорв. Kujnik) — населений пункт у Хорватії, у Бродсько-Посавській жупанії у складі громади Оріоваць.

## Населення
Населення за даними перепису 2011 року становило 310 осіб.
Динаміка чисельності населення поселення:

## Клімат
Середня річна температура становить 11,03 °C, середня максимальна – 25,40 °C, а середня мінімальна – -5,77 °C. Середня річна кількість опадів – 831 мм.
| Клімат поселення                              | Клімат поселення | Клімат поселення | Клімат поселення | Клімат поселення | Клімат поселення | Клімат поселення | Клімат поселення | Клімат поселення | Клімат поселення | Клімат поселення | Клімат поселення | Клімат поселення | Клімат поселення |
| Показник                                      | Січ.             | Лют.             | Бер.             | Квіт.            | Трав.            | Черв.            | Лип.             | Серп.            | Вер.             | Жовт.            | Лист.            | Груд.            |                  |
| Середній максимум, °C                         | 6,14             | 8,08             | 12,52            | 17,09            | 22,33            | 25,40            | 25,26            | 24,45            | 20,43            | 15,27            | 9,54             | 5,49             |                  |
| Середня температура, °C                       | 0,19             | 2,12             | 6,56             | 11,13            | 16,38            | 19,44            | 21,29            | 20,47            | 16,45            | 11,28            | 5,57             | 1,50             |                  |
| Середній мінімум, °C                          | −5,77            | −3,82            | 0,62             | 5,18             | 10,41            | 13,48            | 17,30            | 16,49            | 12,47            | 7,29             | 1,58             | −2,48            |                  |
| Норма опадів, мм                              | 53               | 52               | 53               | 64               | 75               | 100              | 75               | 71               | 62               | 75               | 83               | 68               |                  |
| Середньомісячна швидкість вітру, м/с          | 1.76             | 2.01             | 2.30             | 2.25             | 2.03             | 1.87             | 1.82             | 1.69             | 1.66             | 1.68             | 1.76             | 1.81             |                  |
| Середньомісячна сонячна радіація, кДж/м²·день | 4346             | 7080             | 10953            | 15347            | 19462            | 21462            | 22412            | 20402            | 14926            | 9247             | 4920             | 3619             |                  |
| --------------------------------------------- | ---------------- | ---------------- | ---------------- | ---------------- | ---------------- | ---------------- | ---------------- | ---------------- | ---------------- | ---------------- | ---------------- | ---------------- | ---------------- |
| Джерело:                                      |                  |                  |                  |                  |                  |                  |                  |                  |                  |                  |                  |                  |                  |